# Final de la Copa FIFA Confederaciones 2005

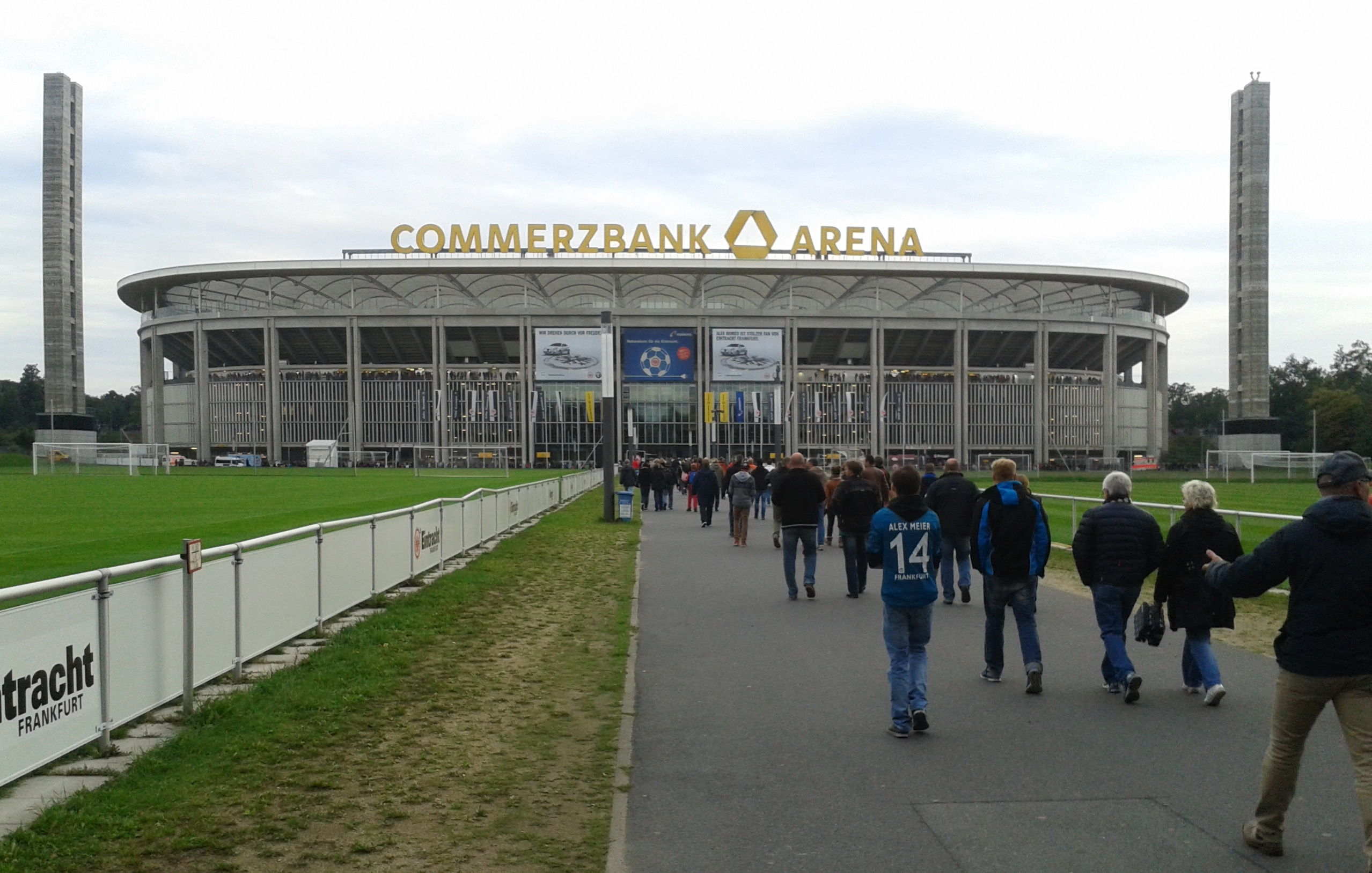
Brasil y Argentina definieron el título en el Waldstadion.

La final de la Copa FIFA Confederaciones de 2005 se celebró en el Waldstadion de Fráncfort el 29 de junio de 2005. A la final llegaron los vencedores de las semifinales de la competición: Brasil y Argentina, quienes habían eliminado a Alemania y México respectivamente. Brasil ganó el partido por 4-1.

## Enfrentamiento
| Bandera de Brasil | vs. | Bandera de Argentina |
| Brasil 4          | vs. | Argentina 1          |
| ----------------- | --- | -------------------- |

## Camino a la final
| Equipo    | Pts. | PJ | PG | PE | PP | GF | GC | Dif |
| --------- | ---- | -- | -- | -- | -- | -- | -- | --- |
| Alemania  | 7    | 3  | 2  | 1  | 0  | 9  | 5  | 4   |
| Argentina | 7    | 3  | 2  | 1  | 0  | 8  | 5  | 3   |
| Túnez     | 3    | 3  | 1  | 0  | 2  | 3  | 5  | -2  |
| Australia | 0    | 3  | 0  | 0  | 3  | 5  | 10 | -5  |

| Equipo | Pts. | PJ | PG | PE | PP | GF | GC | Dif |
| ------ | ---- | -- | -- | -- | -- | -- | -- | --- |
| México | 7    | 3  | 2  | 1  | 0  | 3  | 1  | 2   |
| Brasil | 4    | 3  | 1  | 1  | 1  | 5  | 3  | 2   |
| Japón  | 4    | 3  | 1  | 1  | 1  | 4  | 4  | 0   |
| Grecia | 1    | 3  | 0  | 1  | 2  | 0  | 4  | -4  |

## Partido
| 1          | Guardameta     | Dida                    |     |
| 13         | Defensa        | Cicinho                 | 86' |
| 3          | Defensa        | Lúcio                   |     |
| 4          | Defensa        | Roque Júnior            |     |
| 6          | Defensa        | Gilberto                |     |
| 8          | Centrocampista | Kaká                    | 86' |
| 5          | Centrocampista | Émerson                 |     |
| 11         | Centrocampista | Zé Roberto              |     |
| 10         | Centrocampista | Ronaldinho              |     |
| 7          | Delantero      | Robinho                 | 90' |
| 9          | Delantero      | Adriano                 |     |
| Entrenador | Entrenador     | Carlos Alberto Parreira |     |

| 12         | Guardameta     | Germán Lux          |     |
| 4          | Defensa        | Javier Zanetti      |     |
| 16         | Defensa        | Fabricio Coloccini  |     |
| 6          | Defensa        | Gabriel Heinze      |     |
| 15         | Defensa        | Diego Placente      |     |
| 11         | Centrocampista | César Delgado       | 81' |
| 5          | Centrocampista | Esteban Cambiasso   | 56' |
| 17         | Centrocampista | Lucas Bernardi      |     |
| 3          | Centrocampista | Juan Pablo Sorín    |     |
| 8          | Centrocampista | Juan Román Riquelme |     |
| 21         | Delantero      | Luciano Figueroa    | 72' |
| Entrenador | Entrenador     | José Pekerman       |     |

| 2  | Defensa        | Maicon               | 86' |
| 19 | Centrocampista | Renato               | 86' |
| 18 | Centrocampista | Juninho Pernambucano | 90' |

| 10 | Centrocampista | Pablo Aimar      | 56' |
| 7  | Delantero      | Carlos Tévez     | 72' |
| 22 | Delantero      | Luciano Galletti | 81' |

| Anotado | 11' | Adriano    | 1-0 |
| Anotado | 16' | Kaká       | 2-0 |
| Anotado | 47' | Ronaldinho | 3-0 |
| Anotado | 63' | Adriano    | 4-0 |

| Anotado | 65' | Pablo Aimar | 4-1 |

| Amonestado | 28' | Ronaldinho |

| Amonestado | 28' | Fabricio Coloccini |
| Amonestado | 35' | Juan Pablo Sorín   |
| Amonestado | 42' | Esteban Cambiasso  |
| Amonestado | 73' | Pablo Aimar        |

| Árbitro             | Ľuboš Micheľ      |
| Árbitros asistentes | Roman Slyško      |
| Árbitros asistentes | Martin Balko      |
| Cuarto árbitro      | Peter Prendergast |

| 1          | Guardameta     | Dida                    |     |
| 13         | Defensa        | Cicinho                 | 86' |
| 3          | Defensa        | Lúcio                   |     |
| 4          | Defensa        | Roque Júnior            |     |
| 6          | Defensa        | Gilberto                |     |
| 8          | Centrocampista | Kaká                    | 86' |
| 5          | Centrocampista | Émerson                 |     |
| 11         | Centrocampista | Zé Roberto              |     |
| 10         | Centrocampista | Ronaldinho              |     |
| 7          | Delantero      | Robinho                 | 90' |
| 9          | Delantero      | Adriano                 |     |
| Entrenador | Entrenador     | Carlos Alberto Parreira |     |

| 12         | Guardameta     | Germán Lux          |     |
| 4          | Defensa        | Javier Zanetti      |     |
| 16         | Defensa        | Fabricio Coloccini  |     |
| 6          | Defensa        | Gabriel Heinze      |     |
| 15         | Defensa        | Diego Placente      |     |
| 11         | Centrocampista | César Delgado       | 81' |
| 5          | Centrocampista | Esteban Cambiasso   | 56' |
| 17         | Centrocampista | Lucas Bernardi      |     |
| 3          | Centrocampista | Juan Pablo Sorín    |     |
| 8          | Centrocampista | Juan Román Riquelme |     |
| 21         | Delantero      | Luciano Figueroa    | 72' |
| Entrenador | Entrenador     | José Pekerman       |     |

| 2  | Defensa        | Maicon               | 86' |
| 19 | Centrocampista | Renato               | 86' |
| 18 | Centrocampista | Juninho Pernambucano | 90' |

| 10 | Centrocampista | Pablo Aimar      | 56' |
| 7  | Delantero      | Carlos Tévez     | 72' |
| 22 | Delantero      | Luciano Galletti | 81' |

| Anotado | 11' | Adriano    | 1-0 |
| Anotado | 16' | Kaká       | 2-0 |
| Anotado | 47' | Ronaldinho | 3-0 |
| Anotado | 63' | Adriano    | 4-0 |

| Anotado | 65' | Pablo Aimar | 4-1 |

| Amonestado | 28' | Ronaldinho |

| Amonestado | 28' | Fabricio Coloccini |
| Amonestado | 35' | Juan Pablo Sorín   |
| Amonestado | 42' | Esteban Cambiasso  |
| Amonestado | 73' | Pablo Aimar        |

| Árbitro             | Ľuboš Micheľ      |
| Árbitros asistentes | Roman Slyško      |
| Árbitros asistentes | Martin Balko      |
| Cuarto árbitro      | Peter Prendergast |

|                           |
| Bandera de Brasil         |
| Campeón Brasil 2.º título |

## Participación de jugadores

### Argentina
| #  | Pos        | Jugador         | PJ | Minutos Jugados | Goles recibidos | Atajos | Tarjetas Amarillas | Doble Tarjeta Amarilla y Roja | Tarjetas Rojas |
| -- | ---------- | --------------- | -- | --------------- | --------------- | ------ | ------------------ | ----------------------------- | -------------- |
| 1  | Guardameta | Leo Franco      | -  | -               | -               | -      | -                  | -                             | -              |
| 12 | Guardameta | Germán Lux      | 5  | 480             | -10             | 0      | 1                  | 0                             | 0              |
| 23 | Guardameta | Willy Caballero | -  | -               | -               | -      | -                  | -                             | -              |

| #  | Pos            | Jugador             | PJ | Minutos Jugados | Goles | Asistencias | Tarjetas Amarillas | Doble Tarjeta Amarilla y Roja | Tarjetas Rojas |
| -- | -------------- | ------------------- | -- | --------------- | ----- | ----------- | ------------------ | ----------------------------- | -------------- |
| 2  | Defensa        | Walter Samuel       | 2  | 152             | 0     | 0           | 2                  | 0                             | 0              |
| 3  | Centrocampista | Juan Pablo Sorín    | 5  | 469             | 0     | 2           | 1                  | 0                             | 0              |
| 4  | Defensa        | Javier Zanetti      | 5  | 401             | 0     | 0           | 0                  | 0                             | 0              |
| 5  | Centrocampista | Esteban Cambiasso   | 4  | 290             | 1     | 0           | 1                  | 0                             | 0              |
| 6  | Defensa        | Gabriel Heinze      | 5  | 480             | 0     | 0           | 0                  | 0                             | 0              |
| 7  | Delantero      | Carlos Tévez        | 3  | 122             | 0     | 0           | 0                  | 0                             | 0              |
| 8  | Centrocampista | Juan Román Riquelme | 5  | 480             | 3     | 1           | 0                  | 0                             | 0              |
| 9  | Delantero      | Javier Saviola      | 3  | 229             | 1     | 1           | 0                  | 0                             | 1              |
| 10 | Centrocampista | Pablo Aimar         | 4  | 132             | 1     | 0           | 1                  | 0                             | 0              |
| 11 | Delantero      | César Delgado       | 2  | 91              | 0     | 1           | 0                  | 0                             | 0              |
| 13 | Defensa        | Gonzalo Rodríguez   | 2  | 94              | 0     | 0           | 1                  | 0                             | 0              |
| 14 | Defensa        | Gabriel Milito      | 1  | 66              | 0     | 0           | 1                  | 0                             | 0              |
| 15 | Defensa        | Diego Placente      | 1  | 90              | 0     | 0           | 0                  | 0                             | 0              |
| 16 | Defensa        | Fabricio Coloccini  | 5  | 466             | 0     | 0           | 2                  | 0                             | 0              |
| 17 | Centrocampista | Lucas Bernardi      | 4  | 323             | 0     | 0           | 1                  | 0                             | 0              |
| 18 | Delantero      | Mario Santana       | 4  | 260             | 0     | 1           | 0                  | 0                             | 0              |
| 19 | Centrocampista | Lionel Messi        | 0  | 0               | 0     | 0           | 0                  | 0                             | 0              |
| 20 | Defensa        | Martín Demichelis   | -  | -               | -     | -           | -                  | -                             | -              |
| 21 | Delantero      | Luciano Figueroa    | 4  | 368             | 4     | 0           | 0                  | 0                             | 0              |
| 22 | Centrocampista | Luciano Galletti    | 3  | 103             | 0     | 1           | 1                  | 0                             | 0              |

### Brasil
| #  | Pos        | Jugador        | PJ | Minutos Jugados | Goles recibidos | Atajos | Tarjetas Amarillas | Doble Tarjeta Amarilla y Roja | Tarjetas Rojas |
| -- | ---------- | -------------- | -- | --------------- | --------------- | ------ | ------------------ | ----------------------------- | -------------- |
| 1  | Guardameta | Dida           | 4  | 360             | -4              | 0      | 0                  | 0                             | 0              |
| 12 | Guardameta | Marcos         | 1  | 90              | -2              | 0      | 0                  | 0                             | 0              |
| 23 | Guardameta | Heurelho Gomes | -  | -               | -               | -      | -                  | -                             | -              |

| #  | Pos            | Jugador              | PJ | Minutos Jugados | Goles | Asistencias | Tarjetas Amarillas | Doble Tarjeta Amarilla y Roja | Tarjetas Rojas |
| -- | -------------- | -------------------- | -- | --------------- | ----- | ----------- | ------------------ | ----------------------------- | -------------- |
| 2  | Defensa        | Maicon               | 2  | 49              | 0     | 0           | 0                  | 0                             | 0              |
| 3  | Defensa        | Lúcio                | 5  | 450             | 0     | 0           | 0                  | 0                             | 0              |
| 4  | Defensa        | Roque Júnior         | 4  | 360             | 0     | 0           | 2                  | 0                             | 0              |
| 5  | Centrocampista | Émerson              | 4  | 336             | 0     | 0           | 1                  | 0                             | 0              |
| 6  | Defensa        | Gilberto             | 4  | 360             | 0     | 1           | 1                  | 0                             | 0              |
| 7  | Delantero      | Robinho              | 5  | 423             | 2     | 3           | 0                  | 0                             | 0              |
| 8  | Centrocampista | Kaká                 | 5  | 379             | 1     | 1           | 0                  | 0                             | 0              |
| 9  | Delantero      | Adriano              | 5  | 403             | 5     | 1           | 1                  | 0                             | 0              |
| 10 | Centrocampista | Ronaldinho           | 5  | 437             | 3     | 1           | 1                  | 0                             | 0              |
| 11 | Centrocampista | Zé Roberto           | 5  | 438             | 0     | 0           | 1                  | 0                             | 0              |
| 13 | Defensa        | Cicinho              | 5  | 401             | 0     | 3           | 2                  | 0                             | 0              |
| 14 | Defensa        | Juan                 | 1  | 90              | 0     | 0           | 0                  | 0                             | 0              |
| 15 | Defensa        | Luisão               | -  | -               | -     | -           | -                  | -                             | -              |
| 16 | Defensa        | Léo                  | 1  | 90              | 0     | 0           | 0                  | 0                             | 0              |
| 17 | Centrocampista | Gilberto Silva       | 1  | 90              | 0     | 0           | 0                  | 0                             | 0              |
| 18 | Centrocampista | Juninho Pernambucano | 3  | 28              | 1     | 0           | 0                  | 0                             | 0              |
| 19 | Centrocampista | Renato Dirnei        | 5  | 87              | 0     | 0           | 0                  | 0                             | 0              |
| 20 | Centrocampista | Júlio Baptista       | 2  | 31              | 0     | 0           | 0                  | 0                             | 0              |
| 21 | Delantero      | Ricardo Oliveira     | 2  | 37              | 0     | 0           | 0                  | 0                             | 0              |
| 22 | Centrocampista | Edu Gaspar           | 1  | 12              | 0     | 0           | 0                  | 0                             | 0              |